# Trachypithecus barbei
Trachypithecus barbei là một loài động vật có vú trong họ Cercopithecidae, bộ Linh trưởng. Loài này được Blyth mô tả năm 1847.